# Melaneus (Kentaur)

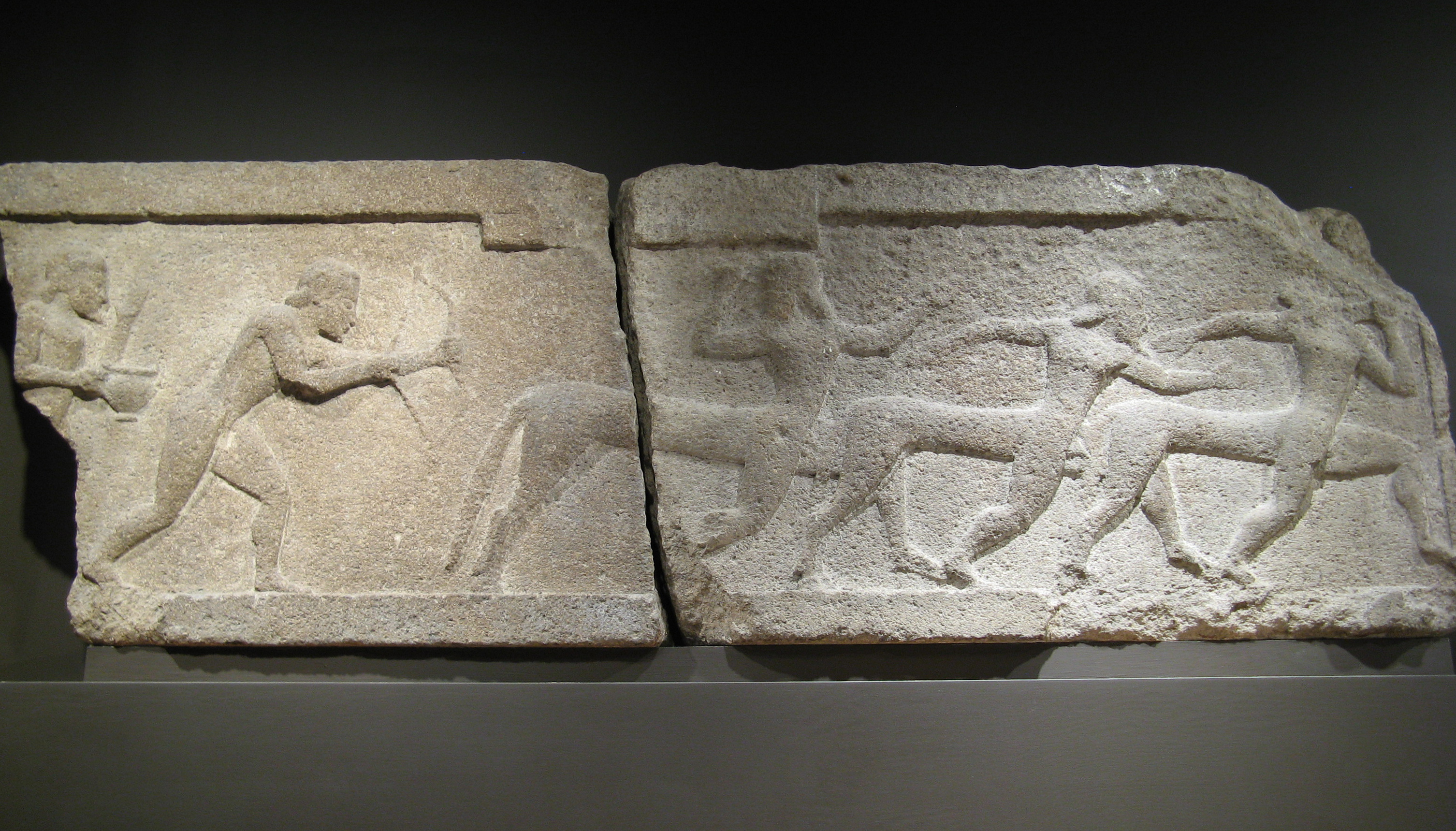
Athenatempel (Assos): Kentauren ergreifen die Flucht.

Melaneus ist ein Kentaur der griechischen Mythologie. In der Kentauromachie auf der Hochzeit des Peirithoos kann er fliehen. Einzige Quelle ist das zwölfte Buch der Metamorphosen des Ovid.

## Name
Er kommt vom griechischen Μελανεύς, Melaneús, lateinisch und deutsch Mélaneus mit abweichender Betonung auf der ersten Silbe, da das „a“ in der vorletzten Silbe kurz ist. Etymologischer Kern ist das Neutrum μέλαν, mélan, schwarz, finster. Das kann sich auf sein finsteres Aussehen oder auf seine Haarfarbe beziehen, er ist der Schwarze, oder Finstere, ähnlich dem Frauennamen Melanie. Der Name gehört damit zu denen, „die offenbar dem poetischen Drange zu individualisieren entsprungen sind und somit nur den Zweck haben, gewisse individuelle Eigenschaften oder die besondere Stellung einiger Kentauren anzudeuten.“ Als mögliche Erfindung Ovids wird er mit anderen Kentauren aufgezählt (siehe unten) und gehört mit diesen zu den sonst unbekannten Kentaurennamen, die zur „Belebung der Szenerie“ nur hier auftauchen.

## Mythos
Ovid lässt Nestor vor Troja die Kentauromachie erzählen, war er doch selbst dabei. Er will seine Zuhörer und insbesondere Achill beeindrucken und zur Fortsetzung des Kampfs gegen Troja motivieren. Dazu schildert er viele Kampfszenen und zählt eine große Zahl von Kentauren auf, die erlegt wurden oder die Flucht ergriffen. Zu Anfang der Kentauromachie kommt es sogleich zu einem blutigen Gemetzel, der Kentaur Rhoetus kann sich im Kampf kurz durchsetzen, als er aber verwundet wird und flieht, löst er eine Massenflucht mehrerer Kentauren aus, unter ihnen der schwarze und finstere Melaneus.

### Text
„300 Ingemuit duroque sudem vix osse revellit

Rhoetus et ipse suo madefactus sanguine fugit.

fugit et Orneus Lycabasque et saucius armo

dexteriore Medon et cum Pisenore Thaumas

quique pedum nuper certamine vicerat omnes

305 Mermeros accepto tum volnera tardius ibat,
 
et Pholus et Melaneus et Abas praedator aprorum,

quisque suis frustra bellum dissuaserit augur,
 Astylos.“ (Ovid, Metamorphosen 12, 300–308.)
„300 Da stöhnt Rhoethus und reißt mit Mühe den Pfahl aus dem harten

Knochen und flieht nun selber, benetzt von dem eigenen Blute.

Lykabas auch sucht Heil in der Flucht und Ornëus und Medon,

rechts am Buge verletzt, nicht minder Pisenor und Thaumas;

auch, der alle im schnellen Wettlauf erst neulich besiegte,

305 Mermeros war langsamer im Gang von empfangener Wunde,

Pholus und Melaneus auch und Abas, der Ebererbeuter,

er, der vergebens vom Krieg abmahnte die Seinen, der Seher

Astylos.“

### Interpretation
Melaneus, mittendrin im Fluchtgewimmel, wird namentlich genannt und so aus der Masse herausgehoben, bleibt aber in der Aufzählung mit den anderen ein Dutzend-Kentaur unter den Vielen. Nach der Fluchtszene geht das Gemetzel weiter und die Kentauren werden von den Lapithen niedergemäht. Die Flucht wird betont durch den Chiasmus (302–303): Rhoetus ... fugit X fugit ... Orneus (Rhoetus ... flieht X er flieht ... Orneus) und erreicht ihren Höhepunkt im Trikolon (306): et Pholus et Melaneus et Abas. Ovid gönnt dem Leser mit dieser ruhigen Szene, mit den vielen Namen und den aneinanderreihenden Konjunktionen et, que (und), eine abwechslungsreiche Erholungspause zwischen den blutigen Schlachtszenen vor- und hinterher.